# ST5 (NASA)
ST5（英: Space Technology 5）はNASAのニュー・ミレニアム計画の一環として行われた3機のマイクロサット上で行われた技術試験計画、またはその3機の人工衛星のこと。
ゴダード宇宙飛行センターにより開発され、2006年3月22日にロッキードL-1011に搭載されたペガサス XLにより打ち上げられた。地球の磁気圏などを観測。
アンテナはエイムズ研究センターが開発した進化的アルゴリズムシステムを用いたコンピュータにより設計された。
ST5に搭載されたフライトコンピューター（C&DH system）はMongoose-V radiation-hardenedマイクロプロセッサーに基づいている。
2006年6月30日、ST5衛星は技術試験任務の成功させた後、シャットダウンされた。